# Крысолов (фильм)
«Крысолов» (англ. Ratcatcher) — драма, первая полнометражная картина режиссёра Линн Рэмси, премьера которой состоялась на Каннском кинофестивале 1999 года в рамках раздела «Особый взгляд». Фильм не выходил в широкий прокат, он был выпущен на DVD компанией «Criterion Collection».

## Сюжет
Действие фильма происходит в Глазго, летом 1973 года в среде бедных районов города. Картина начинается с того, что мать Райана, друга главного героя Джеймса, одевает того, чтобы пойти навестить его отца в тюрьме. По дороге мальчик, не желая идти на эту встречу, убегает от матери обратно в подъезд дома, а затем решает пойти к каналу, чтобы встретиться со своим другом, Джеймсом. Во время игры около канала Джеймс случайно сталкивает Райна в воду, где тот захлёбывается и умирает. Джеймс же убегает домой, не попытавшись поднять тревогу и спасти друга, но его поступок остаётся незамеченным.
Он заводит дружбу с Маргарет Энн, одной местной девушкой, с которой знакомится, когда местные хулиганы отнимают у неё очки и выбрасывают их в канал. Они становятся близкими друзьями, его семья уже должна переехать в новый дом из этого квартала и всё идёт хорошо, но он не может забыть своего поступка и найти оправдание ему.

## В ролях
| Актёр             | Роль          |
| ----------------- | ------------- |
| Уильям Иди        | Джеймс        |
| Томми Флэнаган    | Да            |
| Мэнди Мэтьюз      | Ма            |
| Мишель Стюарт     | Эллен         |
| Линн Рэмзи мл.    | Энн Мари      |
| Джон Миллер       | Кенни         |
| Лиэнн Маллен      | Маргарет Энн  |
| Джеки Куинн       | миссис Квин   |
| Джеймс Рэмзи      | мистер Квин   |
| Энн МакЛин        | миссис Фоулер |
| Крэйг Бонар       | Мэт Монро     |
| Эндрю МакКенна    | Билли         |
| Джеймс Монтгомери | Хэмми         |
| Томас Мактаггарт  | Райан         |
| Стефен Слоун      | Маки          |

## Критика
Фильм получил в основном положительные отзывы. На сайте Rotten tomatoes рейтинг одобрения составляет 85 % на основе 41 рецензии со средней оценкой 7,6 балла из 10. На сайте Metacritic фильм имеет рейтинг в 9,1 основанный на 19 отзывах, а на IMDb его оценка составляет 7,4 балла.